# Taygetis rectifascia
Taygetis rectifascia är en fjärilsart som beskrevs av Gustav Weymer 1907. Taygetis rectifascia ingår i släktet Taygetis och familjen praktfjärilar. Inga underarter finns listade i Catalogue of Life.

## Bildgalleri

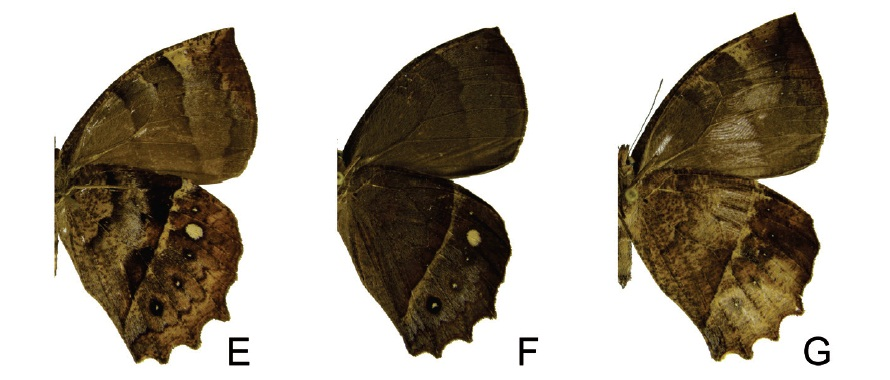